# Patricia McKillopová
Patricia Jean „Pat“ McKillopová (* 15. července 1956) je bývalá zimbabwská pozemní hokejistka, členka týmu, který v roce 1980 na olympijských hrách v Moskvě vybojoval zlaté medaile. V turnaji nastoupila ve všech pěti utkáních. Zimbabwe v pozemním hokeji reprezentoval také její bratr Derek Fraser. 